# Phacelia pachyphylla
Phacelia pachyphylla är en strävbladig växtart som beskrevs av Asa Gray. Phacelia pachyphylla ingår i Faceliasläktet som ingår i familjen strävbladiga växter. Inga underarter finns listade i Catalogue of Life.